# Granota fletxa blava
La granota fletxa blava (Dendrobates azureus) és una granota de la família Dendrobatidae, viu en el sud de Surinam, en la sabana de Sipaliwini i pot també ser vista al llarg de les fronteres del país veí, Brasil, a altituds d'entre els 300 i els 400 metres sobre el nivell del mar.

## Descripció física
Les granotes fletxa blava poden presentar una tonalitat de colors que varia de blau lleuger a blavós-porpra fosc amb taques negres de diferents grandàries, que donen a cada individu un dibuix diferent. S'ha especulat que aquestes granotes s'hibriden a la naturalesa amb Dendrobates tinctorius (Schneider, 1799) que es pot també trobar en el mateix rang geogràfic, i fins i tot que poden ser una subespècie de les anteriors. La talla oscil·la entre 40-50 mm de longitud, per la qual cosa és considerada com una de les Dendrobates grans.